# Davide Ballardini
Davide Ballardini (Ravena, Italia, 6 de enero de 1964) es un exfutbolista y entrenador italiano. Actualmente está sin club.

## Carrera como entrenador
Ballardini comenzó su trayectoria como técnico en 1988, entrenando en las categorías inferiores (Primavera) del Bologna. Posteriormente, también trabajó en la cantera de otros equipos: Cesena, Ravenna, Milan y Parma.
Sambenedettese, Cagliari y Pescara
En la temporada 2004-05, estuvo al mando de la Sambenedettese. Posteriormente, tuvo dos breves experiencias en los banquillos de Cagliari y Pescara.
Segunda etapa en el Cagliari
A finales de 2007, regresó al Cagliari, al que salvó del descenso (finalizó 14º), pero no continuó en el club sardo.
Palermo
En la temporada 2008-09, dirigió al Palermo, que fue 8º en el campeonato italiano.
Lazio
En 16 de junio de 2009, fue presentado como nuevo técnico de la Lazio. Dirigiendo al conjunto biancoceleste, logró su primer título como entrenador, la Supercopa de Italia, al imponerse al Inter de Milán. Sin embargo, no logró buenos resultados en la Serie A, por lo que fue despedido en febrero de 2010, dejando a la Lazio en puestos de descenso.
Genoa
El 8 de noviembre de 2010, se hizo cargo del Genoa, llevándolo a una solvente 10.ª posición en la Serie A.
Tercera etapa en el Cagliari
En noviembre de 2011, firmó por tercera vez con el Cagliari, pero solo permaneció 4 meses en la entidad.
Segunda etapa en el Genoa
En enero de 2013, se incorporó nuevamente al Genoa, logrando la permanencia en la Serie A para el equipo de la Liguria.
Bologna
Al año siguiente, fue nombrado nuevo técnico del Bologna, pero no pudo remontar el vuelo del equipo rossoblu y terminó descendiendo.
Segunda etapa en el Palermo
El 10 de noviembre de 2015, sustituyó a Giuseppe Iachini al frente del Palermo. Bajo su mando, el equipo siciliano sumó 7 puntos en otros tantos partidos de la Serie A y cayó eliminado en la Copa de Italia. Fue destituido el 11 de enero de 2016, el día después de que el portero Stefano Sorrentino declarara a la prensa que Ballardini no había hablado con los jugadores ni antes ni después del partido que ganaron al Hellas Verona (0-1).
El 11 de abril de 2016, volvió a ser contratado por el Palermo, logrando la permanencia en la última jornada, tras sumar 8 puntos en 5 partidos. Tras sólo dos jornadas de la Serie A 2016-17, presentó su dimisión.
Tercera y cuarta etapa en el Genoa
El 6 de noviembre de 2017, se incorporó por tercera vez al Genoa. Logró la permanencia y continuó en el banquillo, pero fue cesado tras menos de un año en el cargo, el 9 de octubre de 2018, aunque el equipo ocupaba una cómoda 11.ª posición en la Serie A.
El 20 de diciembre de 2020, Ballardini regresó al club rossoblu, remplazando a Rolando Maran. Su cuarta etapa en la entidad terminó el 6 de noviembre de 2021, cuando se anunció su destitución tras haber ganado un solo partido en las 12 primeras jornadas de la Serie A.
Cremonese
El 15 de enero de 2023, Ballardini se convirtió en el nuevo técnico de la Unione Sportiva Cremonese, colista de la Serie A. A pesar de sufrir el descenso a la Serie B al final de la temporada, fue confirmado a cargo de los grigiorossi para la temporada 2023-24, pero finalmente fue despedido el 18 de septiembre de 2023 después de un comienzo mediocre en la liga, con solo una victoria en los primeros cinco encuentros.
Sassuolo
El 1 de marzo de 2024, fue oficializado como entrenador del Sassuolo hasta el final de la temporada.Luego de que el club descendiera a la Serie B, su contrato no fue renovado y fue reemplazado en el cargo por Fabio Grosso.

## Clubes

### Como entrenador
Datos actualizados al último partido dirigido el 26 de mayo de 2024.
| Club           | País   | Año       | PJ  | PG  | PE  | PP  | Efectividad |
| -------------- | ------ | --------- | --- | --- | --- | --- | ----------- |
| Sambenedettese | Italia | 2004-2005 | 40  | 14  | 14  | 12  | 46.67%      |
| Cagliari       | Italia | 2005      | 9   | 0   | 4   | 5   | 14.81%      |
| Pescara        | Italia | 2006      | 8   | 1   | 2   | 5   | 20.83%      |
| Cagliari       | Italia | 2007-2008 | 22  | 9   | 5   | 8   | 48.49%      |
| Palermo        | Italia | 2008-2009 | 37  | 17  | 6   | 14  | 51.36%      |
| Lazio          | Italia | 2009-2010 | 34  | 9   | 10  | 15  | 36.27%      |
| Genoa          | Italia | 2010-2011 | 30  | 12  | 7   | 11  | 47.78%      |
| Cagliari       | Italia | 2011-2012 | 18  | 4   | 6   | 8   | 33.33%      |
| Genoa          | Italia | 2013      | 17  | 4   | 9   | 4   | 41.18%      |
| Bologna        | Italia | 2014      | 20  | 2   | 8   | 10  | 23.33%      |
| Palermo        | Italia | 2015-2016 | 8   | 2   | 1   | 5   | 29.17%      |
| Palermo        | Italia | 2016      | 9   | 4   | 3   | 2   | 55.55%      |
| Genoa          | Italia | 2017-2018 | 36  | 16  | 5   | 15  | 49.07%      |
| Genoa          | Italia | 2020-2021 | 39  | 11  | 14  | 14  | 40.18%      |
| Cremonese      | Italia | 2023      | 30  | 8   | 10  | 12  | 37.78%      |
| Sassuolo       | Italia | 2024      | 12  | 2   | 4   | 6   | 27.78%      |
| Total          | Total  | Total     | 369 | 115 | 108 | 146 | 40.93%      |